# 赫雷比夫卡 (伊凡諾-法蘭科夫斯克州)
48°47′48″N 24°26′48″E / 48.79667°N 24.44667°E
赫雷比夫卡（羅馬化：Hlybivka）是烏克蘭西部的村莊，隸屬伊萬諾-弗蘭科夫斯克州的伊萬諾-弗蘭科夫斯克區。該村面積14平方公里，海拔高度366米，2001年人口1,129，人口密度每平方公里80.6人。